# Daniel Wyszogrodzki
Daniel Stanisław Wyszogrodzki (ur. 1960 w Warszawie) – polski tłumacz i autor, także dziennikarz muzyczny. Doktor nauk humanistycznych, wykładowca Akademii Teatralnej w Warszawie, członek kapituły Teatralnych Nagród Muzycznych im. Jana Kiepury, kierownik literacki Teatru Muzycznego Roma w Warszawie w latach 2005-2015, kurator Teatru Starego w Lublinie w latach 2018-2024, odznaczony Medalem Unii Lubelskiej, laureat Nagrody Miasta Stołecznego Warszawy 2024. 

## Życiorys
Ukończył VIII LO im. Władysława IV w Warszawie, absolwent Wydziału Psychologii Uniwersytetu Warszawskiego.
W latach 80. i 90. przebywał czasowo w Nowym Jorku. Współpracował z dwutygodnikiem „Radar” (1985–1987) oraz z miesięcznikami „Magazyn Muzyczny” (1985–1987) i „Tylko Rock” 1991–1993. W latach 1991–2011 związany z wydawaną w Nowym Jorku gazetą „Nowy Dziennik – Polish Daily News” (m.in. jako korespondent krajowy). W latach 1993–1995 korespondent Radia Kolor w Nowym Jorku, współpracownik Programu I Polskiego Radia w latach 2003–2005.
Związany z wieloma krajowymi czasopismami muzycznymi i kulturalnymi, m.in. „Machina” (oryginalna), „Muza” (redaktor naczelny w latach 2002–2004) i „Jazz Forum” (od 1998 do chwili obecnej). W latach 2003–2013 współpracował z magazynem „Zwierciadło”, gdzie prowadził dział recenzji płytowych i przeprowadzał wywiady z gwiazdami muzyki, takimi, jak: Anna Netrebko, Cecilia Bartoli, Diana Krall, Norah Jones, Alicia Keys, Youssou N’Dour czy Tomasz Stańko. Prowadzi autorską audycję muzyczną „Godziny satysfakcji” w Radio 357.
Autor książki biograficznej Satysfakcja – The Rolling Stones (sześć wydań) oraz poetyckich przekładów książek Leonarda Cohena Księga tęsknoty (Book of Longing, Rebis 2006), Księga miłosierdzia (Book of Mercy, Rebis 2017) i Płomień (The Flame, Rebis 2018).
Jest redaktorem wielu edycji płytowych z archiwaliami polskiej muzyki popularnej (m.in. Złota kolekcja Pomaton EMI), z których seria Świecie nasz – dzieła wszystkie Marka Grechuty (15 CD) otrzymała Nagrodę Muzyczną Fryderyka 2001 w kategorii album roku reedycja/nagranie archiwalne. Na zamówienie Polskiego Radia opracował serię fonograficzną Marek Grechuta – koncerty (2014, 2015).
Przygotował wiele przekładów filmowych na potrzeby telewizji (fabuła i dokument), tłumacząc również filmy muzyczne i musicale, m.in. West Side Story, The Sound Of Music, Żółta łódź podwodna, Ned Kelly, Yentl, filmy Elvisa Presleya. Tłumaczy teksty śpiewających poetów (m.in. Leonard Cohen, Bob Dylan), bardów ludowych (Woody Guthrie) oraz tradycyjne utwory amerykańskiej muzyki folk.

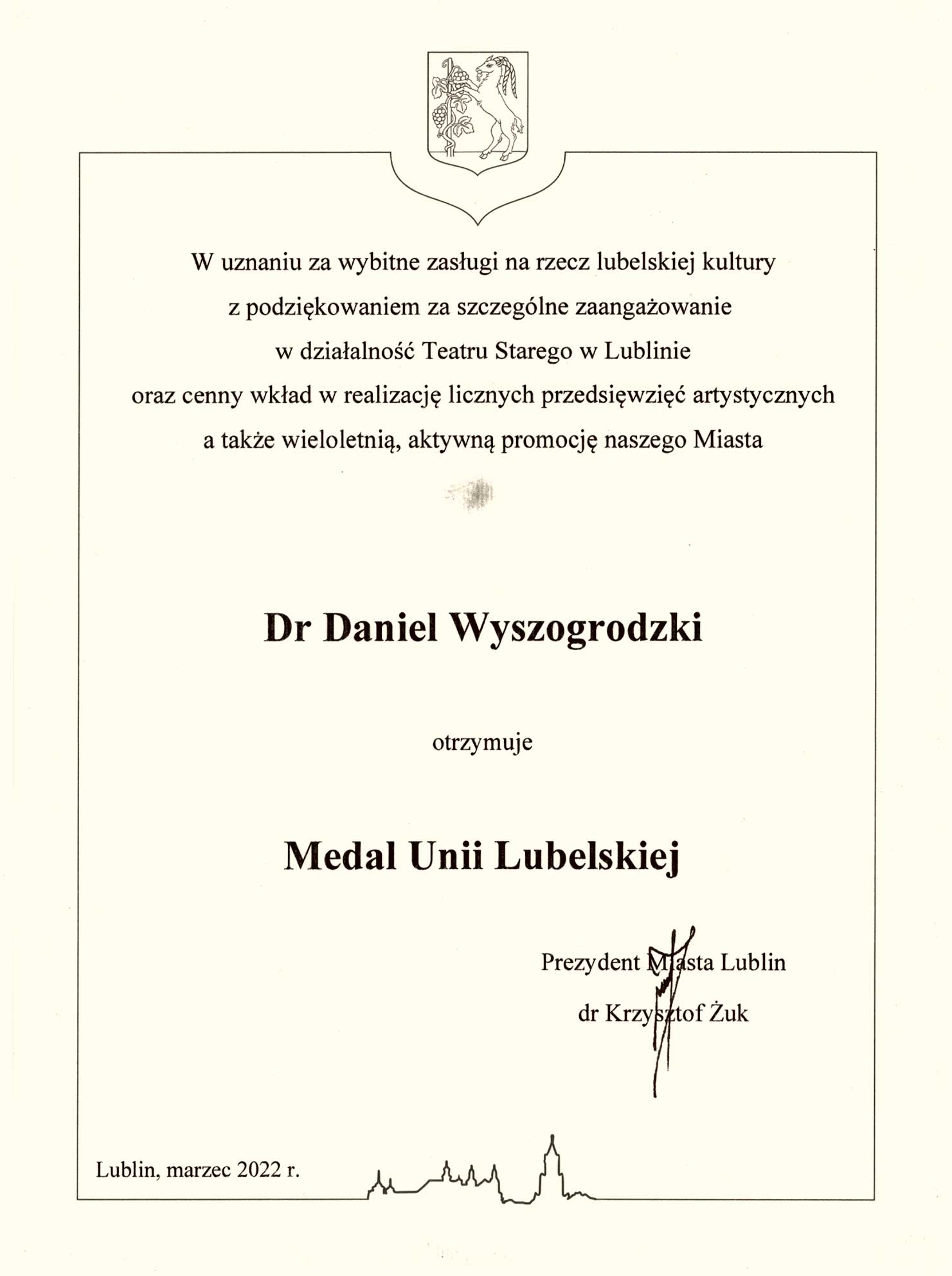

Jest autorem tekstów piosenek dla Seweryna Krajewskiego, Łukasza Zagrobelnego i Krzysztofa Krawczyka (m.in. przebój numer jeden Mój przyjacielu).
Przetłumaczył m.in. różne wydania komiksów z serii „Przygód Tintina” Hergé.
Jest współautorem libretta (wraz z Wojciechem Kępczyńskim) i autorem tekstów piosenek do musicalu Akademia pana Kleksa (Teatr Muzyczny Roma, 2007) z muzyką Andrzeja Korzyńskiego. Teatr Muzyczny Roma w Warszawie zrealizował w jego przekładzie musicale: Koty (2004), Taniec wampirów (2005), Upiór w operze (2008), Les Misérables (2010), Aladyn JR (2011), Deszczowa piosenka (2012) oraz Mamma Mia! (2015).
Dla Teatru Rozrywki w Chorzowie przygotował przekłady musicali Oliver! (2009), Producenci (2009), Sweeney Todd (2012) oraz Niedziela w parku z Georgem (2014). Teatr Wielki w Poznaniu zrealizował w jego przekładzie polską prapremierę opery dziecięcej Hansa Krásy Brundibár (2009). Jego tłumaczenia piosenek z repertuaru Janis Joplin wykorzystano w monodramie Moja mama Janis w wykonaniu Jolanty Litwin-Sarzyńskiej (Nova Scena Teatru Muzycznego „Roma”, 2005), a piosenki zespołu Antony and the Johnsons złożyły się na przedstawienie Jesteś moją siostrą zrealizowane na Novej Scenie Teatru Muzycznego Roma (2011). Od września 2016 Teatr Stary w Lublinie prezentuje spektakl Boogie Street według Księgi tęsknoty Leonarda Cohena w tłumaczeniu i adaptacji Daniela Wyszogrodzkiego. Jego kolejne przekłady teatralne to Doktor Żywago (Opera i Filharmonia Podlaska, 2017) i Gorączka sobotniej nocy (Teatr Muzyczny w Gdyni, 2018). Renata Przemyk wydała album Boogie Street z jego przekładami piosenek Leonarda Cohena (Agora, 2017), a Krzysztof Krawczyk płytę Wiecznie młody z przekładami piosenek Boba Dylana (Sony, 2017). Najnowsze przekłady teatralne Daniela Wyszogrodzkiego to Pretty Woman (Teatr Muzyczny w Łodzi, 2021), Something Rotten (Teatr Muzyczny w Gdyni, 2022), West Side Story (Opera i Filharmonia Podlaska, 2022) Złap mnie, jeśli potrafisz (Teatr Muzyczny w Łodzi, 2023), Tootsie (Teatr Rozrywki w Chorzowie, 2023) oraz Tajemniczy ogród (The Secret Garden) z muzyką Lucy Simon.
Od 2015 roku jest wykładowcą Akademii Teatralnej im. Aleksandra Zelwerowicza w Warszawie. Pracę doktorską „Stulecie musicalu” obronił w Instytucie Badań Literackich Polskiej Akademii Nauk pod kierunkiem prof. Anny Nasiłowskiej i prof. Krzysztofa Lipki. Ukazała się w popularnej wersji książkowej jako Ale musicale! (Wydawnictwo Marginesy, 2018).
Jest autorem piosenek do musicalu Pora jeziora z muzyką Tomasza Szymusia do libretta Ałbeny Grabowskiej (Filharmonia Warmińsko-Mazurska w Olsztynie, 2021). W 2022 roku nakładem Filharmonii Warmińsko-Mazurskiej ukazały się książka oraz płyta CD Pora jeziora. Jest autorem piosenek do musicalu Kopernik z muzyką Tomasza Szymusia do libretta Ałbeny Grabowskiej (Opera Krakowska, 2023).
W 2024 roku wziął udział w produkcji cyber-musicalu Pilot i Mały Książę, opartego na biografii pisarza i awiatora Antoine’a de Saint-Exupéry’ego (premiera: Katowice Miasto Ogrodów, 5 października 2024). Była to pierwsza w historii kooperacja polskich artystów z twórcami z Broadwayu: libretto Michael Walk, słowa piosenek Mindi Dickstein, muzyka Bob & Bill (Guy Dubuc i Marc Lessard). Producentem ze strony polskiej było odpowiedzialne za wizualizacje studio Platige Image.
W lipcu 2021 roku ukazała się autobiograficzna powieść Daniela Wyszogrodzkiego Plac Leńskiego (Wydawnictwo Marginesy).

## Musicale

### Teatr Muzyczny „Roma” w Warszawie
- Koty (muz. Andrew Lloyd Webber, reż. Wojciech Kępczyński, 2004) – przekład
- Taniec wampirów (muz. Jim Steinman, reż. Cornelius Baltus, 2005) – przekład
- Akademia pana Kleksa (muz. Andrzej Korzyński, reż. Wojciech Kępczyński, 2007) – libretto (z Wojciechem Kępczyńskim) i słowa piosenek
- Upiór w operze (muz. Andrew Lloyd Webber, reż. Wojciech Kępczyński, 2008) – przekład
- Les Misérables (muz. Claude-Michel Schönberg, reż. Wojciech Kępczyński, 2010) – przekład
- Aladyn JR (muz. Alan Menken, reż. Wojciech Kępczyński, 2011) – przekład
- Deszczowa piosenka (muz. Nacio Herb Brown, reż. Wojciech Kępczyński, 2012) – przekład
- Mamma Mia! (muz. Benny Andersson i Björn Ulvaeus, reż. Wojciech Kępczyński, 2015) – przekład

### Teatr Rozrywki w Chorzowie
- Oliver! (muz. Lionel Bart, reż. Magdalena Piekorz, 2009) – przekład
- Producenci (muz. Mel Brooks, reż. Michał Znaniecki, 2009) – przekład
- Sweeney Todd (muz. Stephen Sondheim, reż. Andrzej Bubień, 2012) – przekład
- Niedziela w parku z Georgem (muz. Stephen Sondheim, reż. Andrzej Bubień, 2014) – przekład
- Tootsie (muz. David Yazbek, reż. Magdalena Piekorz, 2023) – przekład

### Teatr Wielki w Poznaniu
- Brundibar (muz. Hans Krása, reż. Beata Redo-Dobber, 2009) – przekład

### Opera i Filharmonia Podlaska
- Doktor Żywago (muz. Lucy Simon, reż. Jakub Szydłowski, 2017) – przekład
- West Side Story (muz. Leonard Bernstein, reż. Jakub Szydłowski, 2022) – przekład

### Teatr Muzyczny w Gdyni
- Gorączka sobotniej nocy (muz. Bee Gees, reż. Tomasz Dutkiewicz, 2018) – przekład
- Something Rotten (muz. Karey i Wayne Kirkpatrck, reż. Tomasz Dutkiewicz, 2022) – przekład

### Filharmonia Warmińsko-Mazurska w Olsztynie
- Pora jeziora (muz. Tomasz Szymuś, reż. Jerzy Jan Połoński) – słowa piosenek

### Teatr Muzyczny w Łodzi
- Pretty Woman (muz. i teksty piosenek Bryan Adams i Jim Vallance, reż. Jakub Szydłowski) – przekład
- Złap mnie jeśli potrafisz (muz. Marc Shaiman, reż. Jakub Szydłowski, 2023) – przekład

### Opera Krakowska
- Kopernik (muz. Tomasz Szymuś, reż. Jakub Szydłowski, 2023) – słowa piosenek

### Katowice Miasto Ogrodów
- Pilot i Mały Książę (muz. Bob & Bill, reż. West Hyler, 2024) – przekład

## Publikacje książkowe
- Satysfakcja – The Rolling Stones (Wydawnictwo Łódzkie, 1989, Iskry, 1998)
- Satysfakcja – 30 lat The Rolling Stones (BGW, 1993)
- Satysfakcja – The Rolling Stones 1962-2002 (In Rock, 2002)
- Leonard Cohen, Księga tęsknoty (przekład, Rebis, 2006, 2013)
- Satysfakcja – 50 lat The Rolling Stones (In Rock, 2013)
- Leonard Cohen, Księga miłosierdzia (przekład, Rebis, 2017)
- Satysfakcja – Historia The Rolling Stones (In Rock, 2018)
- Leonard Cohen, Płomień (przekład, Rebis, 2018)
- Ale musicale! (Wydawnictwo Marginesy, 2018)
- Plac Leńskiego (powieść, Wydawnictwo Marginesy, 2021)
- Pora jeziora (z Ałbeną Grabowską, Filharmonia Warmińsko-Mazurska, 2022)

## Wybrane edycje płytowe

### Antologie (jako redaktor)
- Skaldowie – Antologia (3 CD, Pomaton EMI, 2000)
- Marek Grechuta – Świecie nasz (15 CD, Pomaton EMI, 2001, rozszerzenie 2005)
- Jacek Kaczmarski – Syn marnotrawny (22 CD, Pomaton EMI, 2004)
- Władimir Wysocki – Wysocki w Paryżu (2 CD, MTJ/Le Chant Du Monde, 2005)
- Seweryn Krajewski – Przemija uroda w nas (9 CD, MTJ, 2005)
- The Best Musicals… Ever! (4 CD, EMI Music Poland, 2009)
- Marek Grechuta – koncerty (6 CD, Polskie Radio, 2015)

### Złota kolekcja Pomaton EMI (jako redaktor)
- Marek Grechuta – Dni, których nie znamy (Pomaton EMI, 1999)
- Czesław Niemen – Czas jak rzeka (Pomaton EMI, 2000)
- Skaldowie – Wszystko kwitnie wkoło (Pomaton EMI, 2001)
- Leszek Długosz – Także i ty (Pomaton EMI, 2001)
- Seweryn Krajewski – Pogoda na szczęście (Pomaton EMI, 2001)
- Krzysztof Klenczon – Pożegnanie z gitarą (Pomaton EMI, 2001)
- Stan Borys – Idę drogą nieznaną (Pomaton EMI, 2002)
- Czerwone Gitary – Nie spoczniemy (Pomaton EMI, 2002)
- Trubadurzy – Cóż wiemy o miłości (Pomaton EMI, 2002)
- Gintrowski, Kaczmarski, Łapiński – Pokolenie (Pomaton EMI, 2003)
- Jacek Kaczmarski – Źródło (Pomaton EMI, 2003)
- Różni wykonawcy – Lata 60-te: Kwiaty we włosach (Pomaton EMI, 2003)
- Różni wykonawcy – Lata 70-te: Czas relaksu (Pomaton EMI, 2003)
- Marek Grechuta vol. 2 – Gdzieś w nas (Pomaton EMI, 2004)
- Zbigniew Namysłowski – Sprzedaj mnie wiatrowi (2 CD Pomaton EMI, 2004)

### Złote płyty
- Daj mi drugie życie – Krawczyk & Bregović (BMG, 2001) – teksty
- Koty – Teatr Muzyczny Roma (TM Roma, 2004) – przekład
- Akademia pana Kleksa – TM „Roma”, 2007 – teksty
- Les Misérables – TM „Roma”, 2011 – przekład
- Deszczowa piosenka – TM „Roma”, 2013 – przekład
- Boogie Street – Renata Przemyk śpiewa piosenki Leonarda Cohena (Agora, 2017) – przekład[31]

### Platynowe płyty
- Taniec wampirów – TM „Roma”, 2006 – przekład
- Upiór w operze – TM „Roma”, 2008 – przekład
- Mamma Mia! – TM „Roma”, 2016 – przekład